# 胡椒鐘螺
胡椒鐘螺（學名：Austrocochlea piperina），又名花蜑馬蹄螺:44，是一個海螺的物種，屬於钟螺科的海洋腹足纲软体动物。

## 型態描述
螺殼高8 mm，直徑7.5 mm。體小，無臍孔，厚實，呈球狀圓錐形。色黑，有斑點，帶黃斑。

## 分佈
這種海螺分佈於中、西太平洋的夏威夷、菲濟、台灣東部的宜蘭縣蘇澳大溪蘭嶼、屏東縣恆春半島大樹房、台東縣成功鎮及南韓。

## 外部連結
- To Encyclopedia of Life （页面存档备份，存于）